# Naturpark Bayerischer Odenwald
Der Naturpark Bayerischer Odenwald wurde 1982 gegründet. Er liegt in den unterfränkischen Landkreisen Miltenberg und Aschaffenburg im äußersten Nordwesten Bayerns, am Dreiländereck mit Hessen und Baden-Württemberg.

## Organisation
Der Naturpark Bayerischer Odenwald ist Teil des bundesländerübergreifenden Geo-Naturparks Bergstraße-Odenwald. Träger ist der Geo-Naturpark Bergstraße-Odenwald e. V., der 2008 aus dem Zusammenschluss des 1960 gegründeten Naturpark Bergstraße-Odenwald e. V. und des Geopark Bergstraße-Odenwald e. V. entstand.

## Geografie
Der Naturpark Bayerischer Odenwald erstreckt sich über den bayerischen Teil des Odenwalds linksseitig des Mainabschnitts zwischen Bürgstadt und Obernburg am Main. Im Westen, jenseits der bayerisch-hessischen Landesgrenze setzt sich der Geo-Naturpark Bergstraße-Odenwald fort und reicht bis an den Rhein. Im Süden schließt sich der zu Baden-Württemberg gehörende Naturpark Neckartal-Odenwald an und im Nordosten, rechtsseitig des Mains, der Naturpark Spessart.
Zentraler Ort des Naturparks und Sitz des Informationszentrums ist Amorbach. Die höchste Erhebung des Naturparks ist Der Kolli mit 548 m. Der Naturpark wird von den Mainzuflüssen Erf, Mud und Mümling durchflossen. Wichtige Verkehrswege innerhalb des Naturparks sind die Bundesstraßen 47, 426 und 469, sowie die Bahnlinien Aschaffenburg–Miltenberg und Miltenberg-Walldürn.